# بنگا، آکلان
بنگا، آکلان (به لاتین: Banga, Aklan) یک منطقهٔ مسکونی در فیلیپین است که در آکلان واقع شده‌است.